# Franz Fischbacher
Franz Fischbacher (* 15. März 1925 in Gampern; † 21. September 2006) war ein österreichischer Maler und Graphiker.

## Leben und Wirken
Er studierte an der Kunstschule der Stadt Linz bei Herbert Dimmel und an der Stuttgarter Akademie bei Rudolf Yelin.
Ab 1991 wohnte er mit seiner Frau Alja in der Ortschaft Neudorf in der Gemeinde Herzogsdorf.
Er schuf Arbeiten in Acryl, Öl, Tusche oder Bleistift. Werke von ihm befinden sich u. a. im Lentos Kunstmuseum Linz, in der Kunsthalle Artemons in Hellmonsödt, in der Gemäldesammlung des 20. Jahrhunderts in der kunsthistorischen Abteilung des Oberösterreichischen Landesmuseums.

## Ausstellungen
Neben den Ausstellungen und Ausstellungsbeteiligungen in der Galerie Eder in Linz waren Werke ausgestellt in der Galerie MAERZ, im Landeskulturzentrum Ursulinenhof, im Kulturhaus Bruckmühle und im Nordico statt:
- Galerie Eder

- Landscape, Die Linie, Die Figur (1999)
- OÖ. LebensART (2000)
- UU Urfahr Umgebung (2001)
- Spurensuche in der OÖ. Kunst-Landschaft, Köpfe (2003)
- zeitgleich, Weihnachten 2006 (2006)
- Landschaften, OÖ. Classics (2007)
- Weg von Linz (2010)

- Ein Fest der Zeichnung in der Galerie MAERZ (1998)
- Franz Fischbacher: Die so genannte Gesellschaft, Malerei, Druckgrafik, Zeichnungen, Kulturhaus Bruckmühle, Pregarten(2005)
- Franz Fischbacher: Malerei, Grafikdesign im Landeskulturzentrum Ursulinenhof (2005)
- DAS UMFELD, eine Vereinnahmung im Kliemsteinhaus (2006)
- TÜR AN TÜR, Atelierhaus der Wirtschaft OÖ, Nordico – Museum der Stadt Linz (2008)
- Franz Fischbacher zum 85. Geburtstag im Landeskulturzentrum Ursulinenhof (2010)

## Auszeichnungen
- Kulturmedaille der Stadt Linz[3]